# The Dog (франшиза)
Artlist Collection: The Dog and Friends (более известная как The Dog and Friends или The Dog) — медиафраншиза, созданная компанией Artlist в Японии в 2000 году. Она началась как коллекция календарей и открыток с изображением собак, снятых с с помощью объектива рыбьего глаза. Впоследствии франшиза стала настолько популярной, что в коллекцию вошли новые животные, такие как кошки, свиньи, кролики, утки, хомяки и птицы. В 2003 году компания 4Kids Entertainment приобрела права на эту франшизу за пределами Азии. В 2004 году, в честь 25-летия McDonald's Happy Meal, игрушки этой франшизы продавались под брендом Happy Meals с 2 по 29 апреля. На следующий год они снова поступили в продажу, но уже с игрушками "The Cats". В 2003 году серия представила свою первую видеоигру The Dog Master, которая была выпущена эксклюзивно в Японии и разработана компанией Visit. В 2006 году была выпущена игра The Dog: Happy Life, также эксклюзивно для Японии, за которой в 2007 году последовала приключенческая игра The Dog Island, разработанная компанией Yuke's. В 2009 году серия также выпустила игру-симулятор домашних животных для мобильных телефонов и смартфонов. 